# Saille
Saille es un grupo de black metal sinfónico de Bélgica. Fue formado en 2009 por Dries Gaerdelen. La palabra ‘Saille’ proviene del antiguo alfabeto irlandés Ogham y significa sauce.
El grupo incorpora sistemáticamente instrumentos clásicos (p. ej. violoncelo, violín, corneta, trompeta, bombardino) en sus composiciones, que están muy influenciadas por el black metal. Sus canciones contienen también gritos ‘black’ y ‘death growls’, combinados de vez en cuando con canto claro.
Saille ha editado tres álbumes de estudio. Un cuarto álbum está en curso de producción. 

## Carrera

### Formación (2009-2010)
Dries Gaerdelen (sintetizador) empezó Saille como proyecto en solitario. Durante las grabaciones del primer álbum en 2009, comenzó a plantearse la idea de formar un grupo. Éste se formó en el verano de 2010. La colaboración con Jonathan Vanderwal (guitarra/voz) fue la consecuencia lógica de una larga cooperación en otras actividades. Poco después Gert Monden (batería) se juntó al equipo. Conocieron a Reinier Schenk (guitarra) durante las sesiones de grabación en el estudio y así fue como éste se unió a la banda.

### Irreversible Decay (2011)
Las grabaciones del primer álbum “Irreversible Decay” empezaron a finales de 2009 en el Shumcot Studio, Bélgica. El acompañamiento de varios músicos de formación clásica hizo que las grabaciones duraran algunos meses. El álbum se terminó en septiembre de 2010.
El 4 de marzo el grupo sacó al mercado su primer álbum, “Irreversible Decay”, bajo la compañía discográfica italiana Code666 Records.
Fue recibido con entusiasmo por la prensa internacional, sobre todo teniendo en cuenta que el grupo era totalmente desconocido de antemano. El primer concierto de Saille tuvo lugar en enero de 2011. Gracias a las buenas críticas y a una reputación sólida en las actuaciones en directo, Saille pudo actuar en muchos lugares en todo el país.
Para promover el álbum, salió un videoclip para la canción “Plaigh Allais” en marzo de 2011.
En noviembre de 2011, Jonathan Vanderwal (voz) decidió dejar Saille ya que no se sentía a gusto como frontman. Fue sustituido por Dennie Grondelaers.
La serie de conciertos del primer álbum concluyó con un lugar en el mayor festival metal de Bélgica, Graspop Metal Meeting en junio de 2012. Otro punto culminante fue la aparición del grupo en un segundo festival anual ‘EMM-Eindhoven Metal Meeting’ en diciembre de 2012.

### Ritu(2013)
En julio de 2012 el grupo volvió al Shumcot Studio para la grabación de su segundo álbum. Las letras de las canciones inspiradas por los ritos funerarios de culturas antiguas combinadas con el interés del nuevo miembro Dennie Grondelaers (voz) por H.P. Lovecraft y Cthulhu, dio una atmósfera mucho más oscura a este álbum. De nuevo, se invitaron a músicos de formación clásica para crear sonidos reales irremplazables: fliscorno, violoncelo, violín, tuba, trombón y muchos más.
Asimismo representó la vuelta de Jonathan Vanderwal, esta vez como guitarrista, para sustituir a Yves Callaert, que había dejado el grupo justo antes del comienzo de la grabación. Después de dos meses de intensas sesiones de grabación, la mezcla final se terminó en septiembre de 2012 y fue mandada al especialista noruego Tom Kvalsvoll (Strype Studio). Conocido por haber hecho el mastering de grabación de los clásicos black metal Mayhem, Emperor, Arcturus, Limbonic Art, Ulver, Vreid y muchos otros.
El 18 de enero de 2013 el nuevo álbum llevando como título “Ritu” salió a la luz en una edición digipak.
Después de la salida del segundo álbum, Saille tuvo por delante un año intenso. El grupo emprendió su primera gira en enero de 2013 acompañando a la leyenda del black metal transilvano Negura Bunget. Siguieron otros conciertos en Bélgica y Holanda actuando como teloneros de grupos como Textures, Von, Winterfylleth y The Monolith Death Cult. Nuevamente Saille creó un videoclip oficial de promoción del disco con la primera canción del álbum, Blood Libel. El videoclip salió en junio de 2013.
En verano Saille fue invitado a participar en varios festivales como Antwerp Metal Fest (con Napalm Death), Vlamrock (con Exhumed, Belphegor, Rotting Christ) y Metal Méan Festival (con Marduk, Dying Fetus). Este último concierto se grabó y filmó para un video en directo que salió al final del año.
En septiembre Saille volvió al Reino Unido para tocar como telonero de Winterfylleth, un grupo inglés que se convirtió en una buena amistad desde su encuentro en Graspop de 2012. Se aprovechó la ocasión para introducir al nuevo batería permanente, Kevin de Leener, que substituyó a Gert Monden. Saille sacó otro videoclip en noviembre de 2013, una grabación de la canción Tephra del directo en Métal Méan Festival.
El último concierto de 2013 tuvo lugar en Dinamarca. Saille fue la actuación principal del ‘Black Winter Fest’ de Copenague.

### Eldritch(2014)
Sin haber interrumpido los conciertos, se realizó un nuevo álbum. Como el año anterior, el grupo actuó intensivamente en Bélgica y Holanda.
En abril Saille hizo una pequeña gira con Ethereal, un grupo de Reino Unido. 
Además, este año otros conciertos destacables tuvieron lugar: en la Tongeren Metal Fest, en Holanda un concierto junto a Carach Angren y en Bruselas, en Ancienne Belgique, tocaron como teloneros de Mayhem. En julio Saille consiguió finalmente tocar en Alemania.
En mayo de 2014 empezaron las grabaciones de "Eldritch". Esta vez el álbum se grabó en varios estudios a fin de obtener una mayor diversidad para cada grupo de instrumentos. Como anteriormente se incorporaron instrumentos clásicos: un piano de cola, una antigua pianola centenario y pequeños coros.
La mezcla y el mastering del álbum se puso en las manos del sueco Klas Blomgren (conocido especialmente por su trabajo con el último CD de 'Svart').
El bajista Kristof Van Iseghem se adhirió al grupo en octubre de 2014.
"Eldritch" salió el 10 de noviembre de 2014 y fue lanzado por Code666 Records como digipak y LP.
Para la promoción de este CD se organizó una gira de 3 días en Bélgica y Holanda con Winterfylleth.
El año concluyó con éxito con el apoyo de 1349 y actuando por segunda vez en ‘EMM-Eindhoven Metal Meeting’.
2015 es el año en que Saille experimentó un significante crecimiento en cuanto a actuaciones importantes.
Han compartido escenario con bandas como Moonspell, Septic Flesh, Eye of Solitude, Impaled Nazarene, Nargaroth, Dødheimsgard, Thulcandra, Cradle of Filth y muchas otras en Bélgica, Países Bajos y el Reino Unido.
En mayo, Saille participó como telonero en parte del tour de Negura Bunget y Northern Plague, y por consiguiente visitaron Francia y España por primera vez.
En la siguiente temporada de festivales, actuaron en junio en el Move Your Fucking Brain que se celebra en Molins de Rey (Barcelona, España), en el famoso británico Bloodstock Open Air, en los Países Bajos y también en Austria (por primera vez) en agosto.
El videoclip oficial del tema “Aklo” fue publicado en agosto del 2015.
Esto ha continuado durante 2016, pero más focalizado en Alemania: Saille tocó en Dark Easter Metal Meeting (Múnich) en marzo, Ragnarök Festival (Lichtenfels) en abril y Summer Breeze Open Air en agosto. Entre medio, también actuaron en el Incineration Fest (Londres, Reino Unido).
Durante este periodo, tanto Jonathan Vanderwal (guitarra) y Dries Gaerdelen (teclado) indicaron que no formarían parte de la formación actual de Saille por razones personales. En julio, Collin Boone fue presentado como nuevo guitarrista y la banda decidió continuar con solo 5 miembros.
Durante setiembre del 2016 la banda anunció que están grabando su cuarto álbum 'Gnosis'.

## Miembros del grupo

### Miembros actuales
- Dennie Grondelaers  -  voz (diciembre de 2011 – presente)
- Reinier Schenk  -  guitarra (septiembre de 2009 – presente)
- Collin Boone  -  guitarra (julio de 2016 – presente)
- Kevin De Leener  -  batería (septiembre de 2013 – presente)
- Kristof Van Iseghem  -  bajo (octubre de 2014  -  presente)

### Miembros precedentes
- Yves Callaert - guitarra (octubre de 2010  -  agosto de 2012)
- Gert Monden - batería (septiembre de 2009-septiembre de 2013)
- Didier Vancampo - bajo (octubre de 2010-agosto de 2014)
- Jonathan Vanderwal - guitarra (voz: septiembre de 2009-noviembre de 2011 & guitarra: septiembre de 2012-mayo de 2016)
- Dries Gaerdelen - sintetizador (junio de 2009-agosto de 2016)

## Discografía
- 2011  -  Irreversible Decay – Code666 Records
- 2013  -  Ritu  -  Code666 Records
- 2014  -  Eldritch  -  Code666 Records